# Doğan Yayın Holding
Die Doğan Yayın Holding A.Ş. (DYH), außerhalb der Türkei auch Dogan Media Group genannt, war bis zu ihrer Fusion mit der Dogan Holding 2014 die führende Mediengruppe der Türkei.
Sie veröffentlichte Zeitungen, Zeitschriften, Bücher, betreibt Fernseh- und Rundfunkstationen Druckereien und ist im Bereich der neuen Medien tätig. Vorstand der Gruppe war bis Ende 2009 Aydın Doğan, zum Jahresanfang 2010 übernahm seine Tochter Arzuhan Doğan Yalçındağ die Führung, seit Januar 2012 war ihre Schwester Begümhan Doğan Faralyalı Vorsitzende des Vorstands, dem unter anderem auch der deutsche Medienunternehmer Hubert Burda angehört. Zum Jahresende 2010 beschäftigte die Doğan Mediengruppe 12.144 Mitarbeiter.
Seit 2010 verhandelte die Gruppe mit mehreren ausländischen Investoren über einen Verkauf von Unternehmensanteilen. Nach einer damals kurz vor dem Abschluss stehenden Gesetzesänderung sollten statt bisher maximal 25 künftig bis zu 50 Prozent der Anteile an türkischen Medienunternehmen in ausländischen Besitz gelangen dürfen.
Die Doğan Yayın Holding war der größte Content-Provider der Türkei. Im Oktober 2011 gab die Doğan Yayın Holding den Verkauf der den Fernsehkanal Star TV betreibenden Firma Işıl Televizyon Yayıncılık A.Ş. an die Doğuş Yayın Grubu bekannt, den Medienzweig des Mischkonzerns Doğuş Holding. Als Kaufpreis wurden 327 Millionen US-Dollar angegeben. Angesichts erheblicher Steuernachzahlungsforderung des türkischen Staates hatte Doğan kurz zuvor bereits für 74 Millionen Dollar die auflagenstarken Tageszeitungen Milliyet und Vatan verkauft. Käuferin war die zur Demirören Holding gehörende Mediengruppe DK Gazetecilik ve Yayıncılık A.Ş. Die Medienaktivitäten wurden 2018 von der regierungsnahen Demirören Holding übernommen.

## Unternehmenssparten
Die an der Börse in Istanbul gelistete Gruppe besaß vier türkische Tageszeitungen: Hürriyet, Radikal, Posta und Fanatik. Dazu kam die erste englischsprachige Zeitung der Türkei Hürriyet Daily News (ehemals Turkish Daily News). Sie betrieb unter anderem den türkischen Fernsehsender Kanal D und zusammen mit Turner Broadcasting System türkische Versionen der Kanäle CNN (unter dem Namen CNN Türk, seit 1999), TNT (seit 2008) und Cartoon Network.
Die zur Mediengruppe gehörende Doğan Burda Dergi (DBR), in der die türkische Seite mit dem deutschen Medienhaus Burda zusammenarbeitete, war mit 25 Titeln führend auf dem türkischen Zeitschriftenmarkt. Das mit der dänischen Verlagsgruppe Egmont gegründete Gemeinschaftsunternehmen Doğan Egmont verlegte Bücher und Zeitschriften für Kinder. Ein weiteres Geschäftsfeld war die Einfuhr internationaler Printmedien und der Verkauf in der Türkei. Die Gruppe ist außerdem im Vertrieb und über Doğan Ofset im Druckereigeschäft aktiv.
Über Dogan Kitap war die Gruppe auf dem Buchmarkt tätig, eigenen Angaben zufolge produziert sie 20 Prozent der Bestseller in der Türkei. Die Doğan Music Company war über ein Lizenzabkommen mit einer Tochterfirma der Bertelsmann AG am internationalen Musikmarkt positioniert. Vertrieben wurden Bücher und Musik über eine Buch- und Musikkette mit dem Namen D&R und über das Internet.

## Besitzverhältnisse
Besitzverhältnisse an der Doğan Yayın Holding waren im Juni 2013:
- Doğan Şirketler Grubu Holding: 75,59 Prozent (52,68 Prozent der Doğan Sirketler Grubu Holding hält die von der Familie Doğan kontrollierte Adilbey Holding, 10,08 Prozent Aydın Doğan direkt, 4,40 Prozent gehören der Familie Doğan und 32,84 Prozent werden im Freiverkehr an der Istanbuler Börse gehandelt.[9])
- Familie Doğan: 2,31 Prozent
- Adilbey Holding: 0,15 Prozent
- Streubesitz: 21,95 Prozent

Die Muttergesellschaft der Dogan Yayın Holding, die Dogan Şirketler Grubu Holding, war über das Kerngeschäft im Medienbereich hinaus auch in anderen Wirtschaftsbereichen engagiert. Beispielsweise war sie mit 54,17 Prozent (Stand Ende 2009) mehrheitlich im Besitz der in der Türkei im Bereich Mineralölvertrieb führenden Mineralölgesellschaft Petrol Ofisi, die eine Tankstellenkette betrieb und im Ölgroßhandel tätig ist. 2006 erwarb der österreichische Energiekonzern OMV die Kontrolle über 34 Prozent, später wurde der Anteil auf 41,58 Prozent erhöht. Im April 2009 schloss das türkische Energieministerium Petrol Ofisi für ein Jahr von allen Staatsaufträgen aus, da angeblich die an das staatliche Elektrizitätswerk Ambarli gelieferten Treibstoffe einen zu hohen Schwefelanteil gehabt hätten. Als tatsächlicher Hintergrund der Vorwürfe wurde Druck der Regierung Erdoğan auf Dogan vermutet, denn die Zeitung Hürriyet stand der Regierungspartei AKP bis 2018 kritisch gegenüber. Die von der OMV geplante vollständige Übernahme wurde im November 2009 wegen des Konfliktes zurückgestellt. Bei den zweiten Verhandlungsgesprächen im Oktober 2010 einigten sich die beiden Konzerne auf eine Übernahme der 54,17 % der Dogan-Gruppe durch die OMV für 1 Milliarde Euro.

### Beteiligung der Axel Springer AG
Im November 2006 vereinbarte die deutsche Axel Springer AG eine Beteiligung in Höhe von 25 Prozent an der Tochtergesellschaft Dogan TV mit Wirkung ab Anfang Januar 2007 – unter Vereinbarung einer Kaufpreisminderungsklausel bis 2014 für den Fall eines sinkenden Unternehmenswerts –  und entsandte zwei Mitglieder in den Verwaltungsrat von Dogan TV, darunter Helmut Thoma. Gleichzeitig mit dem Beschluss zum Einstieg des Springer-Konzerns bei Dogan TV beteiligte sich die Doğan Yayın Holding am Bieterwettbewerb um den deutschen Fernsehkonzern ProSiebenSat.1.
Im November 2008 verkaufte Springer 5,1 Prozent seiner Beteiligung bei Doğan TV an die Doğan Yayın Holding. Ein ebenfalls im November 2008 vereinbarter Erwerb einer direkten Beteiligung von Axel Springer an der DYH in Höhe von rund 9,1 Prozent wurde nicht vollzogen. Stattdessen vereinbarte der Springer-Konzern ein Jahr später, im November 2009, eine Erhöhung seiner Beteiligung an der Doğan Yayın Holding auf 29 Prozent. Da allerdings derzeit zwischen der Doğan Holding und der türkischen Medienbehörde RTÜK ein Konflikt um enorme Steuernachforderungen und Medienkonzentration besteht, setzte Springer den Vollzug der Anteilserhöhung bis zur Erledigung dieser Probleme vorerst aus. Der Kaufpreis für die Anteilserhöhung ist erst im Jahr 2016 fällig, die Wertsicherungsklausel bei Dogan TV wurde ebenfalls bis 2016 verlängert. Zugleich wurde die Zahl der von Springer entsandten Verwaltungsräte auf drei (von insgesamt zehn) erhöht und ein mit Vetorecht ausgestattetes Mitglied in den Vorstand der DYH, der das operative Geschäft leitet, bestellt.

## Unternehmenskennzahlen
Die Gruppe hielt im Jahr 2006 einen Marktanteil von 41,6 Prozent am türkischen Anzeigenmarktes insgesamt, 36,6 Prozent am Anzeigenmarkt im Fernsehen, 42,1 Prozent am Zeitschriftenmarkt und 60,6 Prozent am Zeitungsmarkt. Ihre Tageszeitungen erreichen eine Gesamtauflage von 5,1 Millionen täglich. Der Umsatz lag 2006 bei 1,5 Milliarden US-Dollar, das EBITDA bei rund 150 Millionen Dollar.

## Europäische Niederlassung
Die europäische Niederlassung der Doğan Gruppe war die Doğan Media International GmbH (DMG International) und für die Koordination der Aktivitäten der Gruppe in Europa verantwortlich. Die Hauptniederlassung der Doğan Media International befand sich in Mörfelden-Walldorf, nahe Frankfurt und publizierte die europäische Ausgabe der zur Holding gehörenden Zeitung Hürriyet. Laut einer von Enigma GFK im Jahr 2007 durchgeführten Marktstudie wurde Hürriyet in der Kategorie "weitester Leserkreis" allein in Deutschland von circa 564.000 Personen gelesen. Der Fernsehsender der Gruppe EuroD bot den in Europa lebenden Türken Nachrichten-, Musik- sowie Unterhaltungs- und Wettbewerbsprogramme, Filme wie auch Serien aus der Türkei und Europa an. Die Doğan Media International gewährleistete diesem Fernsehsender Koordinationsunterstützung.

## Publizistische Grundsätze
Die Doğan Mediengruppe besaß eine zwanzig Punkte umfassende Liste publizistischer Grundsätze, denen die Mitarbeiter und das Unternehmen verpflichtet waren. Über einen reinen Ethikkodex hinaus berührten die Grundsätze u. a. auch Vorgaben bezüglich des Arbeitsrechts bis hin zur Regelung möglicher Schadenersatzforderungen, die sich aus Veröffentlichungen ergeben könnten.